# يوديد الغاليوم الثلاثي
 يوديد الغاليوم الثلاثي  مركب كيميائي له الصيغة Ga2I6، ويكون على شكل بلورات صفراء شاحبة.